# Idioma español en Brasil
El idioma español en Brasil es hablado en las zonas fronterizas limítrofes con países hispanohablantes, por inmigrantes de esos países y por brasileños. Según el "Instituto Brasileiro de Geografia e Estatística" (2018), hay 460 018 hablantes nativos de español debido a la inmigración existente, pero en los últimos años ésta inmigración ha crecido, especialmente en el caso de los venezolanos. 
En la siguiente tabla se enumera el número de inmigrantes actuales en Brasil por país de procedencia, de habla española, en la siguiente columna figura la referencia y el año de dicha referencia, en la siguiente columna se anota el porcentaje de hablantes de español con dominio nativo que hay en cada país de procedencia, en la última columna se halla la estimación de hablantes, en función del porcentaje anterior:
| Posición | País                 | Número de inmigrantes | Ref. y año | % Hablantes de español en el país de origen | Estimación de hablantes |
| -------- | -------------------- | --------------------- | ---------- | ------------------------------------------- | ----------------------- |
| 1        | Venezuela            | 672.894               | 2024       | 97,4 %                                      | 655 399                 |
| 2        | Bolivia              | 187.562               | 2024       | 80,5 %                                      | 150 987                 |
| 3        | España               | 143.928               | 2025       | 95,9 %                                      | 138 027                 |
| 3        | Colombia             | 108.587               | 2024       | 98,1 %                                      | 106 524                 |
| 4        | Argentina            | 106.271               | 2024       | 98,7 %                                      | 104 889                 |
| 7        | Cuba                 | 65.976                | 2024       | 99,1 %                                      | 65 415                  |
| 5        | Uruguay              | 59.562                | 2024       | 99,1 %                                      | 59 026                  |
| 6        | Perú                 | 61.033                | 2024       | 86,0 %                                      | 52 488                  |
| 8        | Paraguay             | 68.650                | 2024       | 67,3 %                                      | 46 201                  |
| 10       | México               | 25.064                | 2024       | 94,2 %                                      | 23 610                  |
| 11       | Chile                | 24.393                | 2024       | 95,6 %                                      | 23 320                  |
| 12       | Ecuador              | 14.793                | 2024       | 93,7 %                                      | 13 861                  |
| 13       | República Dominicana | 4.793                 | 2024       | 94,9 %                                      | 4549                    |
| 14       | Honduras             | 2.962                 | 2024       | 95,1 %                                      | 2817                    |
| 15       | Costa Rica           | 2.179                 | 2024       | 99,0 %                                      | 2157                    |
| 16       | Guatemala            | 1.905                 | 2024       | 75,9 %                                      | 1446                    |
| 18       | El Salvador          | 1.410                 | 2024       | 99,9 %                                      | 1409                    |
| 17       | Nicaragua            | 1.383                 | 2024       | 97,0 %                                      | 1342                    |
| 19       | Panamá               | 1.399                 | 2024       | 86,4 %                                      | 1209                    |
| Total    | Total                | 1 554 744             |            | 93,63 %                                     | 1 454 676               |

Por tanto hay 1.454.676 hablantes de español nativos en Brasil. Además, habría 170.444 hablantes de español con competencia limitada y 4.048.338 estudiantes de español según el anuario del Instituto Cervantes 2024. Eso sumaría un total de 5.673.458 de hablantes. Según estudios del 2013, 5.500.000 brasileños podían mantener una conversación en español.

## Historia
El primer europeo en llegar a Brasil fue el español Vicente Yáñez Pinzón en el 1500. Entre 1580 y 1640, parte del actual Brasil formó parte del Imperio español. Tras las guerras de independencia hispanoamericanas, algunas partes de los nuevos países pasaron a quedar bajo soberanía de Perú, como Manaos, y de Bolivia el territorio del Acre y Mato Grosso, principalmente. No obstante, más adelante por los conflictos limítrofes entre Brasil y sus vecinos sudamericanos, dichas partes pasaron a quedar bajo soberanía brasileña, aunque Mato Grosso fue vendida a Brasil durante el gobierno boliviano de Mariano Melgarejo. Buena parte del territorio de Río Grande del Sur, Santa Catarina y Paraná también pertenecieron a la corona de España.
683 382 españoles emigraron a Brasil entre 1884 y 1959, especialmente entre 1904 y 1913, con una entrada de 224 672 inmigrantes.
En total, se ha calculado que hay unos 15 millones de personas descendientes de españoles en Brasil.

## El portuñol
En la frontera de los países limítrofes de Brasil, especialmente con Uruguay, se ha formado un lenguaje llamado portuñol, que puede verse como una mezcla entre el portugués y el español. El dialecto criollo gaúcho del portugués, con influencia del español arcaico y del guaraní, se habla en el sur de Brasil.

## La enseñanza del español
Con la llamada ley del español aprobada en el 2005 en Brasil, los centros públicos tenían la obligación de ofrecer la enseñanza del idioma durante los tres años de la enseñanza secundaria hasta el 2017. Sin embargo, el 80 % de los colegios privados ya la ofrecían antes de la aplicación de la ley. A partir de ahí, la obligatoriedad de enseñar español es determinada por cada estado. En 2021, cinco de los 27 estados brasileños declaran obligatorio la oferta de español a los alumnos del primario, cuatro de ellos ubicados en regiones de frontera.
En la actualidad, se contabilizan 4.048.338 estudiantes de español. La mayoría en las enseñanza primaria, secundaria y FP. Ha habido una pérdida de hablantes de español, tras la derogación de la ley del español. Antes de ella, se contabilizaban 6.120.000 estudiantes.
El español en la enseñanza juega con la ventaja de que hay un alto interés por aprenderlo entre los brasileños por su proximidad fronteriza con los países hispanoamericanos, además de contar con un alto grado de similitud con la lengua portuguesa. Concretamente, el español tiene una similitud léxica con el portugués del 89 %, superior a la de otras lenguas romances como el italiano (82 %), el francés (75 %) o, incluso, el catalán (85 %), solo siendo superada por el gallego que comparte subgrupo lingüístico con el portugués y posee una elevada inteligibilidad con este idioma.